# Памятник В. М. Леонтьевой (Ульяновск)

«Кавалерка» Кузнечный двор «Корч»

Памятник Валентине Леонтьевой — одна из достопримечательностей города Ульяновска.

## История
После смерти народной артистки СССР Валентины Михайловны Леонтьевой 22 мая 2007 года Правительство Ульяновской области приняло решение об установке памятника в её честь.
Первоначально, 1 августа 2007 года, у Ульяновского театра кукол появилось оригинальное сооружение в виде двух кресел, расположенных лицом друг к другу (кресло «тет-а-тет») и скрепленных небольшим столиком, на котором лежали якобы забытые «тётей Валей» очки. На одной из спинок кресла — надпись: «Самое дорогое — общение с людьми. В. М. Леонтьева».
На следующий год Министерство строительства Ульяновской области подвело конкурс на лучший памятник В. М. Леонтьевой. Победителем конкурса стал её земляк — скульптор из Санкт-Петербурга Николай Анциферов.
Памятник был открыт в день рождения известной телеведущей — 1 августа 2008 года, на Аллее звёзд, и составил единую композицию с «кавалеркой», символизирующей душевное общение, мастером которого была Валентина Леонтьева. Бронзовая двухметровая скульптура на постаменте из гранита Ирининского месторождения (Московская область) изображает Валентину Леонтьеву, вышедшую из театра и, присевшую в сквере отдохнуть, полюбоваться видом на реку.